# Disperis concinna
Disperis concinna är en orkidéart som beskrevs av Rudolf Schlechter. Disperis concinna ingår i släktet Disperis och familjen orkidéer. Inga underarter finns listade i Catalogue of Life.